# Pelagije
Pelagije (oko 354. – 420./440. poslije Krista) bio je asketski redovnik koji je zastupao ideje pelagijanizma. 

## Životopis
Najvjerojatnije je došao u Rim iz rimske provincije Britanije malo prije uništenja Rima (410.). Tijekom boravka u Rimu živio je strog asketski život, ali ostajući živjeti kao laik.
U Rimu je ostao do Alarikova pustošenja Rima 410. godine. Zatim bježi u Kartagu gdje se zadržao kratko prije odlaska u Jeruzalem. U Kartagi je s Celestijem počeo širiti kontroverzne ideje. Prema njegovom nauku ljudi se rađaju bez istočnog grijeha. Adamov grijeh je tako njegov osobni grijeh i ne prenosi se na buduće naraštaje. Kako ne postoji istočni grijeh, čovjek je po prirodi dobar i prema tome može, ako želi, biti bez grijeha te može postići spasenje bez Božjeg uplitanja. Dovoljno je samo da čovjek u svojoj slobodnoj volji želi postići spasenje.
Zbog tog je nauka već bio optužen na Sinodi u Kartagi 411. godine. U međuvremenu se preselio u Jeruzalem gdje ga je primio biskup Ivan. Kasnije su se protiv Pelagija sazvale dvije sinode (u Jeruzalemu i Diospoliju). Lukavom obranom uspio se obraniti pred biskupima, čak osuđujući svojega prijatelja Celestija koji je širio upravo njegov nauk. Protiv njegova nauka najviše su pisali Jeronim i Augustin što će rezultirati i konačnom osudom 418. godine kada papa Zosim svojom Epistula Tractoria osuđuje Pelagija i njegove ideje kao krivovjerne.

### Članci
- Knežević, Josip. 2015. Jeronimov doprinos u raspravama protiv hereze pelagijanizma. Vrhbosnensia. Univerzitet u Sarajevu – Katolički bogoslovni fakultet. Sarajevo. 19 (1): 5–29